# 이질미
이질미(伊秩靡, ? ~ ?)는 오손의 군주로, 4대 대곤미다. 초대 대곤미 원귀미의 아들이며 2대 대곤미 성미의 동생이고, 유해우의 손자다.

## 생애
조카 대곤미 자율미가 강성해지니 대곤미에 합병될 것을 우려한 소곤미 말진장이 귀족 오일령(烏日領)을 거짓 투항시켜 자율미를 암살해, 전한의 중랑장 단회종과 서역도호에게 옹립됐다. 이후 자율미가 살해된 정황을 보고받은 전한의 질책을 받아, 2대 대곤미 성미 때에 오손의 귀족들에게 하사된 자색 끈이 달린 금인 대신 그 두 단계 밑의 인수인 검은 끈이 달린 구리 인장으로 교체되었다. 말진장의 동생으로 자율미 암살에 공모한 비원치가 8만여 명의 무리를 거느리고 강거의 도움을 받아 두 곤미를 겸병하려 했기에, 말진장의 뒤를 이은 소곤미 안리미와 함께 전한의 서역도호를 의지했다. 원수 2년(기원전 1년) 봄 정월에 흉노의 선우 오주류약제선우와 함께 입조했다.

## 출전
- 반고: 《한서》 권96하 서역전제66하, 동북아역사재단 편집 《한서외국전역주》에서 인용